# Swedish House Mafia

Logotyp zespołu

Swedish House Mafia – szwedzki zespół muzyczny, składający się z trzech DJ-ów i producentów muzyki house: Axwella, Steve'a Angello oraz Sebastiana Ingrosso.

## Historia zespołu
26 maja 2010 zespół zadebiutował singlem „One (Your Name)”, nagranym z gościnnym udziałem Pharella Williamsa; z utworem dotarli do pierwszego miejsca na niderlandzkiej liście przebojów MegaCharts. W 2012 zespół zremiksował swój utwór „Greyhound” na potrzeby reklamy wódki Absolut, a spot z ich piosenką osiągnął ponad 30 mln odsłon w serwisie YouTube.
24 czerwca 2012 ogłosili plany ostatniej trasy koncertowej oraz rozwiązanie grupy. Według jednej z wypowiedzi członków zdecydowali się zakończyć współpracę z powodu braku inicjatywy do dalszego, wspólnego tworzenia. Ich ostatnią produkcją był singiel „Don't You Worry Child”, którego premiera odbyła się 16 lipca 2012 i w programie muzycznym MTV. Ostatni występ grupy miał miejsce 24 marca 2013 na Ultra Music Festival. Po zakończeniu działalności grupy Steve Angello rozpoczął karierę solową, a Axwell i Sebastian Ingrosso stworzyli projekt „Axwell /\ Ingrosso”.
25 marca 2018 zagrali wspólny koncert z okazji 20-lecia festiwalu Ultra Music FestiVal w Miami, grając razem po raz pierwszy od pięciu lat. Zapowiedzieli nim początek reaktywacji zespołu oraz nową, europejską trasę koncertową z nowymi utworami w 2019. W lipcu 2021 wydali dwa single po reaktywacji – „It Gets Better” oraz „Lifetime”.

## Dyskografia

### Kompilacje
| Rok                                                     | Dane dot. albumu                                                                                     | Najwyższe pozycje na listach | Najwyższe pozycje na listach | Najwyższe pozycje na listach | Najwyższe pozycje na listach | Najwyższe pozycje na listach | Najwyższe pozycje na listach | Najwyższe pozycje na listach | Najwyższe pozycje na listach | Najwyższe pozycje na listach | Najwyższe pozycje na listach | Najwyższe pozycje na listach | Najwyższe pozycje na listach | Certyfikat                                                       |
| Rok                                                     | Dane dot. albumu                                                                                     | SWE                          | AUS                          | AUT                          | DEN                          | BEL (FL)                     | BEL (WA)                     | FRA                          | GER                          | ITA                          | NLD                          | CHE                          | USA                          | Certyfikat                                                       |
| ------------------------------------------------------- | --- | ---------------------------- | ---------------------------- | ---------------------------- | ---------------------------- | ---------------------------- | ---------------------------- | ---------------------------- | ---------------------------- | ---------------------------- | ---------------------------- | ---------------------------- | ---------------------------- | ---------------------------------------------------------------- |
| 2010                                                    | Until One - Wydany: 22 października 2010 - Wytwórnia: Polydor Records - Format: CD, digital download | 13                           | –                            | –                            | 31                           | 6                            | 22                           | –                            | –                            | 81                           | 8                            | 18                           | 139                          | - SWE: platynowa płyta - GBR: złota płyta                        |
| 2012                                                    | Until Now - Wydany: 19 października 2012 - Wytwórnia: Polydor Records - Format: CD, digital download | 3                            | 10                           | 10                           | 21                           | 6                            | 12                           | 7                            | 26                           | 10                           | 6                            | 7                            | 14                           | - SWE: platynowa płyta - AUS: złota płyta - GBR: platynowa płyta |
| „–” oznacza, że album nie był notowany na danej liście. | |                              |                              |                              |                              |                              |                              |                              |                              |                              |                              |                              |                              |                                                                  |

### Single
| Rok                         | Tytuł                                                            | Pozycja na liście | Pozycja na liście | Pozycja na liście | Pozycja na liście | Certyfikat                | Album          |
| Rok                         | Tytuł                                                            | SWE               | FRA               | UK                | USA               | Certyfikat                | Album          |
| --------------------------- | ---------------------------------------------------------------- | ----------------- | ----------------- | ----------------- | ----------------- | ------------------------- | -------------- |
| 2007                        | „Get Dumb” (oraz Laidback Luke)                                  | –                 | –                 | –                 | –                 |                           | Until One      |
| 2009                        | „Leave The World Behind” (oraz Laidback Luke; gośc. Deborah Cox) | 39                | –                 | –                 | –                 |                           | Until One      |
| 2010                        | One (Your Name) (gośc. Pharrell Williams)                        | 11                | 56                | 7                 | –                 |                           | Until One      |
| 2010                        | „Miami 2 Ibiza” (vs. Tinie Tempah)                               | 10                | 71                | 4                 | –                 |                           | Until One      |
| 2011                        | „Save the World”                                                 | 4                 | 30                | 10                | –                 |                           | Until Now      |
| 2011                        | „Antidote” (vs. Knife Party)                                     | 26                | 93                | 4                 | –                 |                           | Until Now      |
| 2012                        | „Greyhound”                                                      | 41                | 39                | 13                | –                 |                           | Until Now      |
| 2012                        | „Don't You Worry Child” (gośc. John Martin)                      | 1                 | 37                | 13                | 6                 |                           | Until Now      |
| 2021                        | „It Gets Better”                                                 |                   |                   |                   |                   |                           | Paradise Again |
| 2021                        | „Lifetime” (gośc. Ty Dolla Sign, 070 Shake)                      |                   |                   |                   |                   |                           | Paradise Again |
| 2021                        | „Moth to a Flame” (oraz The Weeknd)                              |                   |                   |                   |                   | - POL: 2x platynowa płyta | Paradise Again |
| 2022                        | „Heaven Takes You Home” (gośc. Connie Constance)                 |                   |                   |                   |                   | - POL: złota płyta        | Paradise Again |
| 2022                        | „Turn On the Lights Again..” (oraz Fred Again; gośc. Future)     |                   |                   |                   |                   | - POL: złota płyta        | USB            |
| 2024                        | „Lioness” (gośc. Niki and the Dove)                              |                   |                   |                   |                   | - POL: platynowa płyta    |                |
| „–” singel nie był notowany |                                                                  |                   |                   |                   |                   |                           |                |

## Nagrody i wyróżnienia
| Rok  | Kategoria                              | Tytułem                                                         | Nagroda                      | Nota      | Źródło |
| ---- | -------------------------------------- | --------------------------------------------------------------- | ---------------------------- | --------- | ------ |
| 2011 | Najlepszy szwedzki wykonawca           | Swedish House Mafia                                             | MTV Europe Music Awards 2011 | Laur      | [ 28 ] |
| 2011 | Årets Låt                              | Swedish House Mafia – "One"                                     | Grammis                      | Nominacja | [ 29 ] |
| 2011 | Årets Urban/Dance                      | Swedish House Mafia – Until One                                 | Grammis                      | Nominacja | [ 29 ] |
| 2011 | Årets Nykomling                        | Swedish House Mafia – Until One                                 | Grammis                      | Nominacja | [ 29 ] |
| 2011 | Årets Svenska Internationella Framgång | Swedish House Mafia                                             | Grammis                      | Nominacja | [ 29 ] |
| 2012 | Årets Artist                           | Swedish House Mafia – "Save the World/Antidote"                 | Grammis                      | Nominacja | [ 30 ] |
| 2012 | Årets Låt                              | Swedish House Mafia – "Save the World"                          | Grammis                      | Nominacja | [ 30 ] |
| 2012 | Årets Elektro/Dans                     | Swedish House Mafia – "Save the World/Antidote"                 | Grammis                      | Nominacja | [ 30 ] |
| 2012 | Årets Svenska Internationella Framgång | Swedish House Mafia                                             | Grammis                      | Laur      | [ 30 ] |
| 2013 | Årets Artist                           | Swedish House Mafia                                             | Grammis                      | Nominacja | [ 31 ] |
| 2013 | Årets Elektro/Dans                     | Swedish House Mafia – Until Now                                 | Grammis                      | Laur      | [ 31 ] |
| 2013 | Årets Låt                              | Swedish House Mafia feat. John Martin - "Don't You Worry Child" | Grammis                      | Nominacja | [ 31 ] |
| 2013 | Årets Svenka Internationella Framgång  | Swedish House Mafia                                             | Grammis                      | Laur      | [ 31 ] |